# Chris Lee (Filmproduzent)
Chris Lee (* ca. 1956 in New Haven, Connecticut) ist ein US-amerikanischer Filmproduzent und vormaliger Produktionschef von TriStar Pictures und Columbia Pictures.

## Leben
Lee studierte Politikwissenschaft an der Yale University. Er arbeitete zunächst für den Fernsehsender ABC an der Sendung Good Morning America und wechselte danach zu TriStar Pictures, wo er es bis zum Produktionschef brachte. In selber Funktion war er anschließend für Columbia Pictures tätig, wo er unter anderem für Filme wie Jerry Maguire, As Good As It Gets und Philadelphia verantwortlich zeichnete. Später produzierte er u. a. Valkyrie und Superman Returns.
Lee ist Gründer der Academy for Creative Media der Universität von Hawaii.

## Filmografie
- 1985: Dim Sum: A Little Bit of Heart (Regieassistenz)
- 2001: Blood of the Samurai
- 2001: Final Fantasy: The Spirits Within
- 2002: Ballistic: Ecks vs. Sever
- 2003: S.W.A.T. – Die Spezialeinheit
- 2006: Superman Returns
- 2006: One Foot Off the Ground (Ausführender Produzent)
- 2008: Real Fiction (Ausführender Produzent)
- 2008: Operation Walküre – Das Stauffenberg-Attentat (Valkyrie)
- 2009: The People I've Slept With